# Atiak-Massaker
Das Atiak-Massaker ereignete sich am 20. April 1995, als eine Gruppe von etwa 300 Milizionären der Lord’s Resistance Army unter der Führung von Vincent Otti in die Stadt Atiak im Distrikt Amuru im Norden Ugandas einmarschierte. Nachdem sie die Streitkräfte Ugandas in die Flucht geschlagen und hunderte Zivilisten zusammengetrieben hatte, verkündete die LRA: „Ihr Acholi habt euch geweigert, uns zu unterstützen. Wir werden euch jetzt eine Lektion erteilen.“ Die LRA wählte dann Jungen und Mädchen aus, um sie in ihre Reihen als Kindersoldaten zu rekrutieren und als Sexsklaven zu missbrauchen, und führten sie in den Busch. Die meisten der verbleibenden 200–300 Gefangenen wurden durch Schüsse hingerichtet.
Das Massaker brachte die diplomatischen Beziehungen zwischen den Regierungen von Uganda und dem Sudan, dem Hauptsponsor der LRA, zum Scheitern. Zu diesem Zeitpunkt befanden sich die beiden Regierungen in Tripolis bei Friedensgesprächen. Wenige Tage nach dem Massaker beschuldigte Uganda den Sudan eines Luftangriffs auf ugandischem Territorium und brach die diplomatischen Beziehungen vollständig ab.